# Vranje (općina)
Vranje (općina) (ima status gradskog područja) (ćirilično: Општина Врање) je općina u Pčinjskom okrugu na jugu Središnje Srbije. Središte općine je grad Vranje. 

## Zemljopis
Po podacima iz 2004. općina zauzima površinu od 860 km² (od čega je poljoprivrednih površina 44.721   ha, a šumskih 32478 ha).

## Stanovništvo
Prema popisu stanovništva iz 2002. godine u općini živi 87.288   stanovnika, raspoređenih u 105 naselja .

## Naselja
Općina Vranje sastoji se od 105 naselja od kojih su dva gradska i 103 seoska

### Gradovi
- Vranje i
- Vranjska Banja

### Sela
| - Aleksandrovac - Babina Poljana - Barbarušince - Barelić - Beli Breg - Bojin Del - Bresnica - Bujkovac - Buljesovce - Buštranje - Viševce - Vlase - Vrtogoš - Golemo Selo - Gornja Otulja - Gornje Punoševce - Gornje Trebešinje - Gornje Žapsko - Gornji Neradovac - Gradnja | - Gumerište - Davidovac - Dobrejance - Donja Otulja - Donje Žapsko - Donje Punoševce - Donje Trebešinje - Donji Neradovac - Dragobužde - Drenovac - Dubnica - Duga Luka - Dulan - Dupeljevo - Zlatokop - Izumno - Katun - Klašnjice - Klisurica - Kopanjane | - Korbevac - Korbul - Koćura - Kriva Feja - Kruševa Glava - Kumarevo - Kupinince - Lalince - Leva Reka - Lepčince - Lipovac - Lukovo - Margance - Mečkovac - Mijakovce - Mijovce - Milanovo - Milivojce - Moštanica - Nastavce | - Nesvrta - Nova Brezovica - Oblička Sena - Ostra Glava - Pavlovac - Panevlje - Pljačkovica - Prvonek - Prevalac - Preobraženje - Ranutovac - Rataje - Ribnice - Ristovac - Roždace - Rusce - Sebevranje - Sikirje - Slivnica - Smiljević | - Soderce - Srednji Del - Stance - Stara Brezovica - Stari Glog - Strešak - Stropsko - Struganica - Studena - Suvi Dol - Surdul - Tesovište | - Tibužde - Toplac - Trstena - Tumba - Ćukovac - Ćurkovica - Urmanica - Uševce - Crni Vrh - Crni Lug - Čestelin |